# Ernst Tremper
Ernst Tremper (* um 1856; † 9. November 1934 in Hannover) war ein deutscher Fotograf, Verbandsfunktionär und Verleger.

## Leben

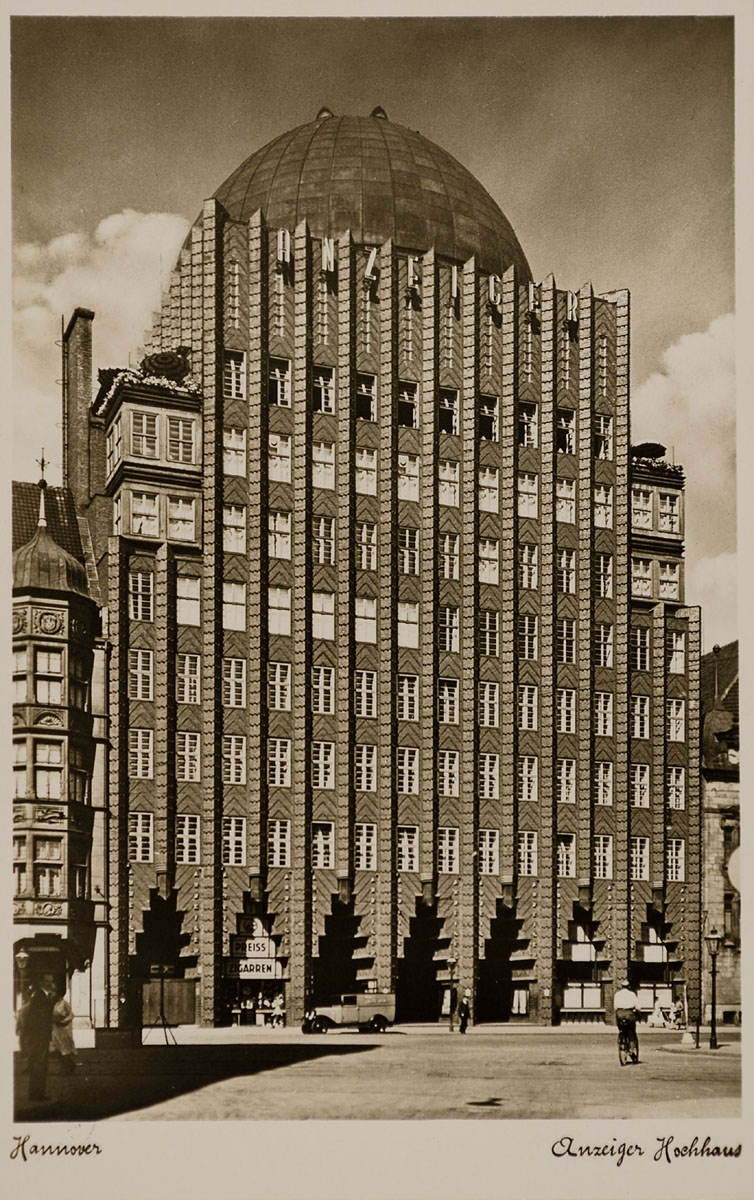
Anzeiger-Hochhaus als Silbergelatine-Abzug nach einem Foto von Carl Dransfeld;
um 1930; Besitz des Museums für Kunst und Gewerbe Hamburg

Der noch zur Zeit des Königreichs Hannover geborene Ernst Tremper gründete im Deutschen Kaiserreich Ende des 19. Jahrhunderts im Jahr 1894 in Hannover als sein eigenes fotografisches Unternehmen. Nachdem er im 20. Jahrhundert etliche Jahre als Obermeister der hannoverschen „Photographen“-Innung tätig war, konnte er zu Beginn der Weimarer Republik am 9. Juni 1919 an seinem Unternehmenssitz unter der Adresse Alte Celler Heerstraße 60 sein 25-jähriges Geschäftsjubiläum feiern.
Tremper publizierte teilweise fortlaufend nummerierte Ansichtskarten, so etwa die mit der vierstelligen Nummer 1208 gekennzeichnete Karte mit einem Blick auf die Stadthalle Hannovers.
Als Verleger gab Tremper aber auch Lichtbilder seiner Fotografen-Kollegen heraus. So findet sich beispielsweise eine um 1930 gefertigte Fotografie von Carl Dransfeld mit einem Blick von der Nordmannstraße auf das von dem Architekten Fritz Höger entworfene Anzeiger-Hochhaus als auf Karton montiertes Silbergelatinepapier heute im Museum für Kunst und Gewerbe Hamburg (MK&G).
Ernst Tremper wirkte viele Jahre im Vorstand seiner Innung und wurde später zum Ehrenmitglied der Fotografeninnung zu Hannover ernannt. Er starb Ende 1934 im Alter von 78 Lebensjahren.